# 夏ノ日、君ノ声
『夏ノ日、君ノ声』(なつのひ、きみのこえ)は、2015年10月24日に公開された映画で、神村友征の初監督作品。
主演は、葉山奨之、荒川ちか。

## あらすじ
ユカは夕飯をとらずに哲夫の部屋で帰りを待つが、返ってきた哲夫は夕飯はすませてきたという。つきあって5年になるのを機に、ユカが結婚を切り出したのが哲夫が冷たい原因かと尋ねるが、仕事が忙しいだけだといってはぐらかされる。ユカは自分の実家に帰ると告げて哲夫の部屋を出て行ってしまい、哲夫も自分の実家に帰ることにする。哲夫が実家に帰ると、昔の写真とともに懐かしい機械が出てきて、病院で舞子と初めて会った時のことを思い出した。
実は結婚に踏み切れないのは、舞子との思い出が原因だった。その頃ユカも、舞子のことを思い出していた。

## キャスト
- 戸上哲夫 - 葉山奨之
- 高代舞子 - 荒川ちか
- 森野ユカ - 古畑星夏 [4]
- 戸上哲夫 (現在) - 大口兼悟 [5]
- 森野ユカ (現在) - 松本若菜 [4]
- 高代喜代美 - 菊池麻衣子 [6]
- 高代克彦 - 永倉太輔
- 本多祥子 - 木乃江祐希
- 田口悠太 - 影山樹生弥
- 村岡新之助 - 五十嵐健人
- 金井潤也 - 柾木玲弥
- 小野深雪 - 大串有希
- 戸上順子 - 小菅雅乃
- その他 - 田中進太郎（声の出演）、滝沢乃南（声の出演）、米津隆行 他